# Luksemburska Wikipedia
Luksemburska Wikipedia (luks. lëtzebuergesch Wikipedia) – edycja Wikipedii w języku luksemburskim.
Powstała 21 lipca 2004 roku. Na dzień 5 lutego 2007 roku liczyła 12 719 artykułów, co dawało jej 51. pozycję wśród wszystkich edycji językowych Wikipedii. 2 lutego 2008 luksemburska Wikipedia przekroczyła 20 000 artykułów, a 4 listopada 2008 liczyła 24 607 artykułów, co dawało jej 50. miejsce w rankingu. Obecnie luksemburska Wikipedia zajmuje 87 miejsce pod względem ilości artykułów.
Z okazji 10 lat istnienia Wikipedia luksemburska, w lato 2014 roku zmieniła czasowo logo na złotą dziesiątkę, której zerem był symbol Wikipedii z  napisem "Lëtzebuergesch" co oznacza "Luksemburska"